# (241475) Martinagedeck
(241475) Martinagedeck est un astéroïde de la ceinture principale.

## Description
(241475) Martinagedeck est un astéroïde de la ceinture principale. Il fut découvert le 25 janvier 2009 à Calar Alto par Felix Hormuth. Il présente une orbite caractérisée par un demi-grand axe de 3,10 UA, une excentricité de 0,08 et une inclinaison de 9,0° par rapport à l'écliptique.

## Compléments